# Orji Okwonkwo
Orji Okwonkwo, né le 19 janvier 1998 à Benin City au Nigeria, est un footballeur nigérian qui joue au poste d'ailier droit.

## Biographie

### Débuts en Italie
Le 22 août 2016, il signe au Bologne FC. Il découvre la Serie A le 20 novembre 2016, à l'occasion d'un match remporté 3-1 par son équipe face à l'US Palerme, en entrant en jeu à la place de Luca Rizzo. 
Le 24 septembre 2017, il inscrit son premier but en championnat, contre l'US Sassuolo, permettant à son équipe de gagner le match (0-1). 
Le 31 janvier 2018, il est prêté pour six mois en Serie B au Brescia Calcio. Il y joue treize rencontres et marque un but.

### Impact de Montréal
Le 12 février 2019, il est prêté pour la saison 2019 de MLS à l'Impact de Montréal. De retour à Bologne à l'issue de la saison, il est de nouveau prêté à la franchise québécoise le 24 janvier 2020. Son prêt est alors assorti d'une option d'achat.

### Retour en Italie
En deux saisons à Montréal, Okwonkwo peine à s'imposer, situation menant au non-renouvellement de son prêt à l'issue de la saison 2020. Par conséquent, de retour à Bologne, il est de nouveau prêté, au Reggina 1914 cette fois-ci, et retrouve la Serie B.

### Bannissement
En février 2022, Okwonkwo est suspendu à titre conservatoire par l'organisation antidopage italienne (it). Le 20 juin suivant, il est suspendu par le tribunal national antidopage du CONI pour quatre ans sur le territoire transalpin pour usage d'un stéroïde anabolisant, le clostébol. Au mois de septembre suivant, la FIFA élargit au monde entier l'interdiction de pratiquer du joueur et ce, pour une durée de quatre ans,.

### En équipe nationale
Okwonkwo participe avec l'équipe du Nigeria des moins de 17 ans à la Coupe d'Afrique des nations des moins de 17 ans en 2015. Le Nigeria atteint les demi-finales de ce tournoi.
Il fait ensuite partie de l'équipe qui remporte quelques mois plus tard la Coupe du monde des moins de 17 ans organisée au Chili. Il joue cinq matchs lors de ce tournoi. Il délivre une passe décisive contre l'Australie en huitièmes de finale, puis marque un but contre le Mexique en demi-finale. Le Nigeria remporte la compétition en battant le Mali en finale.

## Palmarès
Nigeria - 17 ans
- Vainqueur de la Coupe du monde des moins de 17 ans en 2015

 Impact de Montréal
- Vainqueur du Championnat canadien en 2019

## Statistiques
| Saison                | Club                      | Championnat           | Championnat | Championnat | Coupe(s) nationale(s) | Coupe(s) nationale(s) | Compétition(s) continentale(s) | Compétition(s) continentale(s) | Compétition(s) continentale(s) | Séries | Séries | Total | Total |
| Saison                | Club                      | Division              | M.          | B.          | M.                    | B.                    | Comp.                          | M.                             | B.                             | M.     | B.     | M.    | B.    |
| 2016-2017             | Bologne FC                | Serie A               | 9           | 0           | 2                     | 0                     | -                              | -                              | -                              | -      | -      | 11    | 0     |
| 2017-2018             | Bologne FC                | Serie A               | 10          | 3           | 0                     | 0                     | -                              | -                              | -                              | -      | -      | 10    | 3     |
| 2018-2019             | Bologne FC                | Serie A               | 8           | 0           | 1                     | 0                     | -                              | -                              | -                              | -      | -      | 9     | 0     |
| Sous-total            | Sous-total                | Sous-total            | 27          | 3           | 3                     | 0                     | -                              | 0                              | 0                              | 0      | 0      | 30    | 3     |
| 2018-2019             | Brescia Calcio (prêt)     | Serie B               | 13          | 1           | -                     | -                     | -                              | -                              | -                              | -      | -      | 13    | 1     |
| 2019                  | Impact de Montréal (prêt) | MLS                   | 28          | 8           | 4                     | 0                     | -                              | -                              | -                              | -      | -      | 32    | 8     |
| 2020                  | Impact de Montréal (prêt) | MLS                   | 14          | 1           | 0                     | 0                     | LCC                            | 3                              | 1                              | 1      | 0      | 18    | 2     |
| Sous-total            | Sous-total                | Sous-total            | 42          | 9           | 4                     | 0                     | -                              | 3                              | 1                              | 1      | 0      | 50    | 10    |
| 2020-2021             | Reggina 1914 (prêt)       | Serie B               | 12          | 0           | -                     | -                     | -                              | -                              | -                              | -      | -      | 12    | 0     |
| 2021-2022             | AS Cittadella (prêt)      | Serie B               | 20          | 7           | 1                     | 1                     | -                              | -                              | -                              | -      | -      | 21    | 8     |
| Total sur la carrière | Total sur la carrière     | Total sur la carrière | 114         | 20          | 8                     | 1                     | -                              | 3                              | 1                              | 1      | 0      | 126   | 22    |